# Mała sprawa
Mała sprawa – polski telewizyjny film obyczajowy z 1975 roku w reżyserii Janusza Kondratiuka.

## Fabuła
Akcja filmu toczy się w pewnej fabryce. Dyrekcja zakładu otrzymuje poufną wiadomość o planowanej wizycie partyjnego dygnitarza. Załoga i dyrekcja mają zaledwie kilka godzin, aby móc się odpowiednio do tego przygotować.

## Obsada
- Wojciech Alaborski − inżynier Żak
- Włodzimierz Bednarski − ważny gość
- Zbigniew Buczkowski − hydraulik Henio
- Aleksander Gąssowski − podwładny ważnego gościa
- Anna Jaraczówna − sprzątaczka Jakubowska
- Jerzy Łapiński − Krupa
- Stanisław Michalik − Wacek Szeliga
- Czesław Przybyła − robotnik Stanisław Wasiak
- Andrzej Szaciłło − Stefan Czerniak
- Włodzimierz Saar − robotnik Leon
- Zygmunt Wiaderny − robotnik
- Janina Nowicka
- Lech Sołuba